# Љубомир Воркапић
Љубомир Воркапић (рођен 19. фебруара 1967.) је бивши југословенски и српски фудбалер који је играо на позицији нападача .

## Каријера
Након што је почео у Шпарти из Белог Манастира, Воркапић се придружио Војводини у сезони 1986/87., пошто је клуб освојио Другу лигу Југославије и пласирао се у Прву лигу Југославије . Касније је помогао тиму да освоји национално првенство у сезони 1988–89.
У лето 1991. Воркапић је прешао у Партизан и у својој дебитантској сезони освојио последње издање Купа Југославије. Био је и члан тима који је освојио Прву лигу СР Југославије у првој сезони 1992/93 .
Након пресељења у иностранство почетком 1994. године, Воркапић је наставио да игра у Шпанији ( Херкулес и Алмерија), Португалу ( Виторија Гимараеш и Оваренсе), Бугарској (Славија Софија), и Грчкој ( Верија ).